# Salvo D'Acquisto
Pour les articles homonymes, voir D'Acquisto.
Salvo d'Acquisto (15 ou le 17 octobre 1920 à Naples – 23 septembre 1943 à Fiumicino) est un membre des carabiniers italiens pendant la Seconde Guerre mondiale. Il reçut à titre posthume la médaille d'or de la valeur militaire après s'être désigné volontaire pour être fusillé par les Allemands afin d'épargner 21 personnes qui devaient l'être en représailles.

## Biographie
Salvo D'Acquisto est né à Naples en octobre 1920. Il est l'aîné de huit enfants, dont trois moururent en bas âge et un autre enfant. Il quitta l'école à l'âge de 14 ans, comme il était de coutume pour la classe ouvrière des garçons de l'époque, son père travaillant dans une usine chimique.
Il se porte volontaire pour rejoindre les Carabiniers en 1939 et part pour la Libye l'année suivante, quelques mois avant le début de la Seconde Guerre mondiale. Après avoir été blessé à la jambe, il reste avec sa division jusqu'à ce qu'il contracte le paludisme. Il retourne alors en Italie en 1942 où il rentre à l'école des officiers. Il en sort diplômé avec le grade de vice-sergent et est affecté à un avant-poste à Torrimpietra, un petit centre rural sur la Via Aurelia, non loin de Rome.
Le 25 juillet 1943, Benito Mussolini est renversé et le nouveau gouvernement italien négocie secrètement avec les Alliés pour changer de camp. Un armistice est officiellement annoncé le 8 septembre.

### Décès
Vers le 8 septembre, des éléments de la 2. Fallschirmjäger-Division allemande campent près d'une ancienne installation militaire précédemment utilisée par la Garde des finances, à proximité de Palidoro, frazione de Fiumicino qui était dans la juridiction territoriale de la gare de Torrimpietra. Le 22 septembre, des soldats allemands inspectèrent des caisses de munitions abandonnées lorsqu'il y eut une explosion, au cours duquel deux soldats furent tués et deux autres blessés.

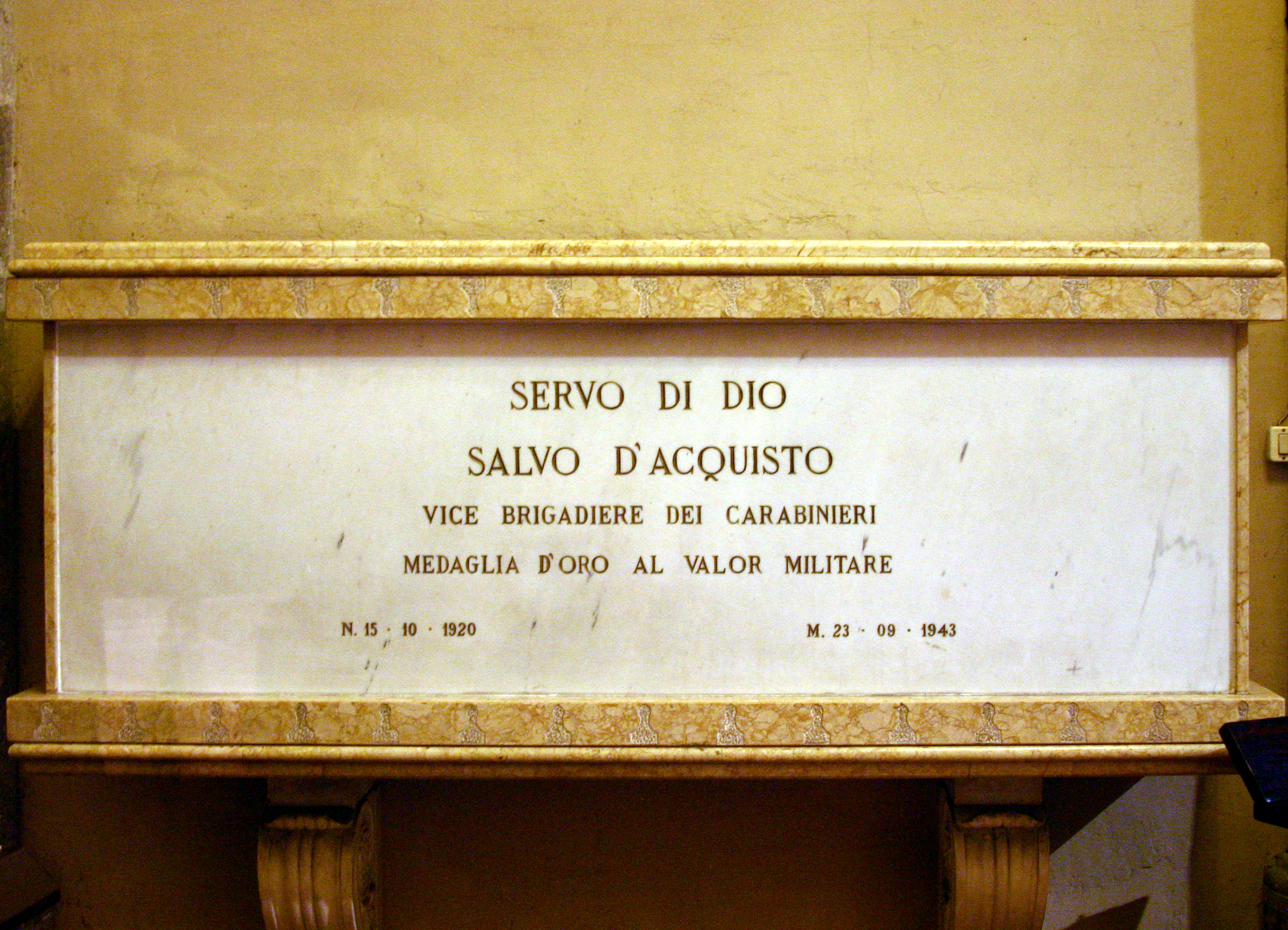
Tombe de D'Acquisto dans la basilique Santa Chiara de Naples.

À la suite de cet événement, le commandant de détachement allemande exigea la coopération des Carabiniers, actuellement sous le commandement temporaire de D'Acquisto. Le lendemain matin, D'Acquisto, ayant recueilli quelques informations, tenta en vain d'expliquer que l'explosion était accidentelle, mais les Allemands insistèrent sur leur version des faits et exigèrent des représailles, selon l'ordre du Feldmarschall Kesselring publié quelques jours avant.
Le 23 septembre, les Allemands procèdent à des perquisitions et arrêtent 22 résidents locaux. Une escouade armée emmène de force D'Acquisto de force à la Torre di Palidoro, une ancienne tour de guet, où les prisonniers étaient rassemblés. Pendant l'interrogatoire, les Allemands exigèrent à nouveau de connaître les noms des responsables; D'Acquisto maintenant sa version des faits, fut insulté et battu par ses geôliers. Des civils furent également interrogés.
Lorsque D'Acquisto apprit que des prisonniers creusaient une fosse commune en vue de leur exécution, il décida d'avouer le crime présumé, déclara qu'il était seul responsable de ces « meurtres » et innocenta les civils, exigeant leur libération sur le champ. Quelques civils, dont Angelo Amadio (17 ou 18 ans), assistèrent à l'exécution par un peloton d'exécution du jeune D'Acquisto, âgé de 22 ans. 
Ses restes sont conservés dans la basilique Santa Chiara de Naples, dans la première chapelle sur la gauche, près de l'entrée.

## Distinctions
- Médaille d'or de la valeur militaire

## Honneurs et hommages

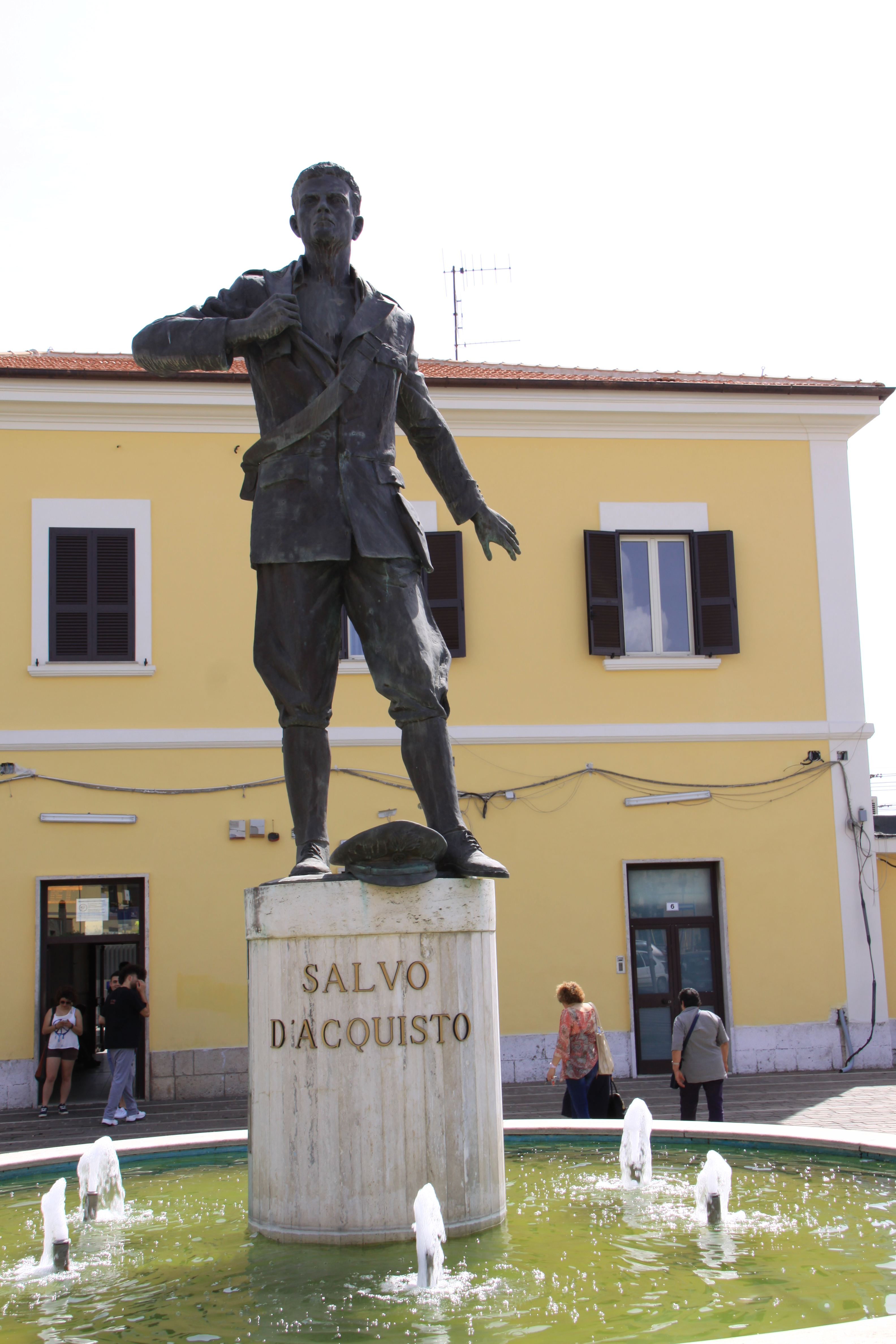
Statue de Salvo D'Acquisto, situé en face de la gare de Cisterna di Latina, en Italie.

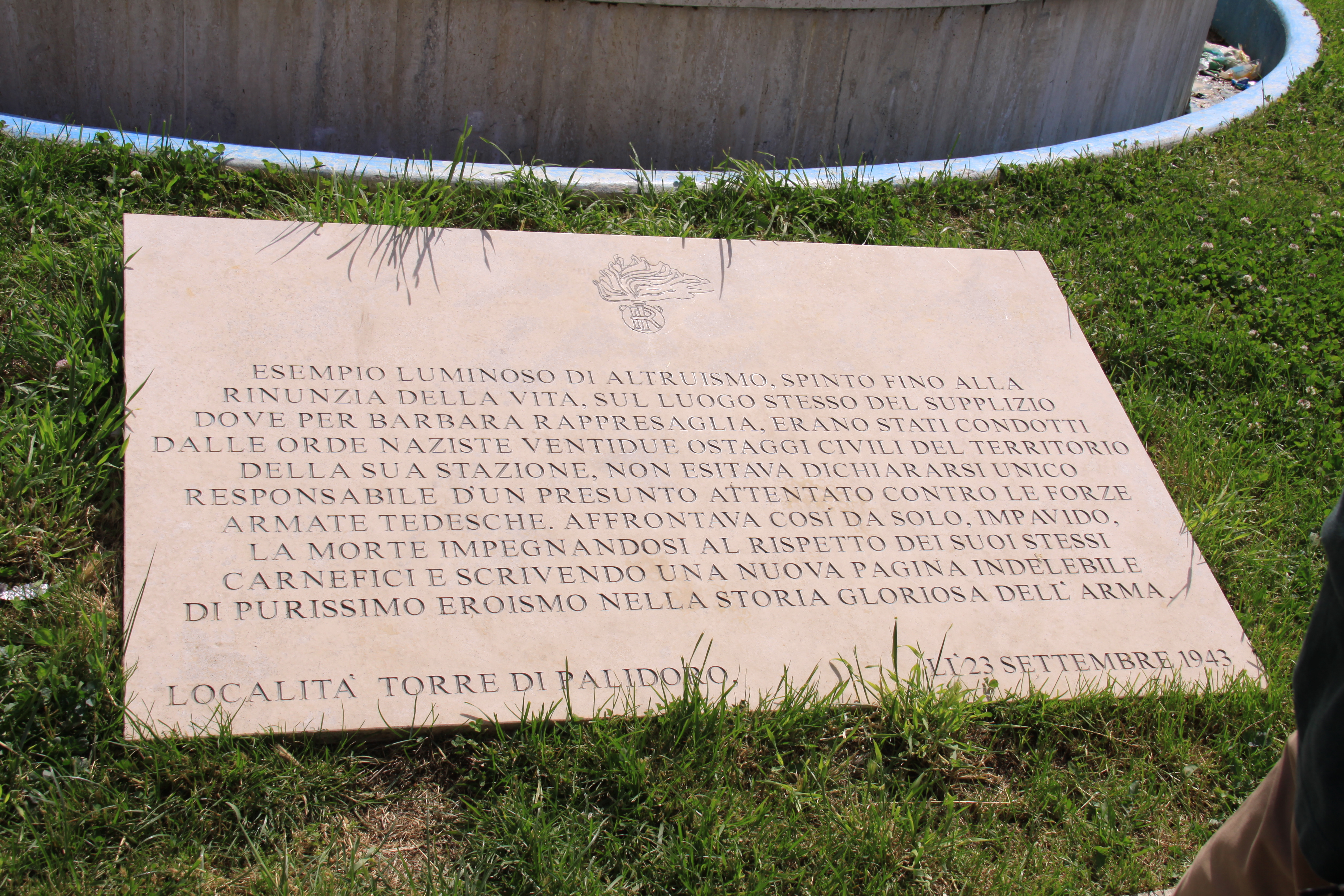
Plaque commémorative de Salvo d'Acquisto.

Il est considéré comme un martyr catholique et a été proposé pour la béatification par le Saint-Siège. Le 26 février 2001, le pape Jean-Paul II déclare lors d'un discours aux carabiniers italiens : «L'histoire des carabiniers italiens montre que les sommets de la sainteté peuvent être atteints dans l'accomplissement fidèle et généreux des devoirs de l'Etat. Je pense ici à votre collègue, le sergent Salvo D'Acquisto, qui a reçu une médaille d'or pour sa bravoure militaire, dont la cause de béatification est en cours.»
En 1975, un timbre-poste italien fut émis en son honneur. Le portrait fut peint par l'artiste italien Silvano Campeggi (it).
De nombreux monuments honorent sa mémoire, notamment dans sa ville natale de Naples, sur la Via Aurelia près de Rome et devant la gare de Cisterna di Latina, dans la province de Latina.
En 1949, La fiamma che non si spegne est un film de Vittorio Cottafavi qui s'inspire de la vie de Salvo D'Acquisto. En 1974, le film Salvo D'Acquisto est réalisé sur son histoire, réalisé par Romolo Guerrieri et mettant en vedette Massimo Ranieri En 2003, une mini-série télévisée a été réalisée par Alberto Sironi, Giuseppe Fiorello (it) jouant le personnage de Salvo D'Acquisto.